# Liste des aéroports desservis par l'A380

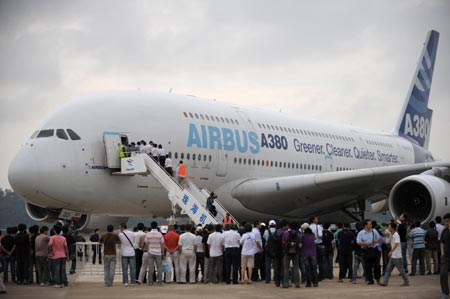
Un Airbus A380 à l'aéroport de Zhuhai-Jinwan (Chine).

Ci-après la liste des aéroports desservis par l'A380 avec l'indication de la date de première desserte régulière et commerciale. 
Les deux premiers aéroports à bénéficier d'une desserte régulière par l'Airbus A380 sont les aéroport de Singapour Changi à Singapour et Sydney-Kingsford Smith en Australie à partir du 25 octobre 2007. L'Asie (comprenant le Moyen-Orient) est le continent le plus desservi avec un total actuel de 21 aéroports. En ce moment, Emirates est la compagnie aérienne desservant le plus de destinations avec un total de 50 aéroports.

## Aéroports desservis par l'A380

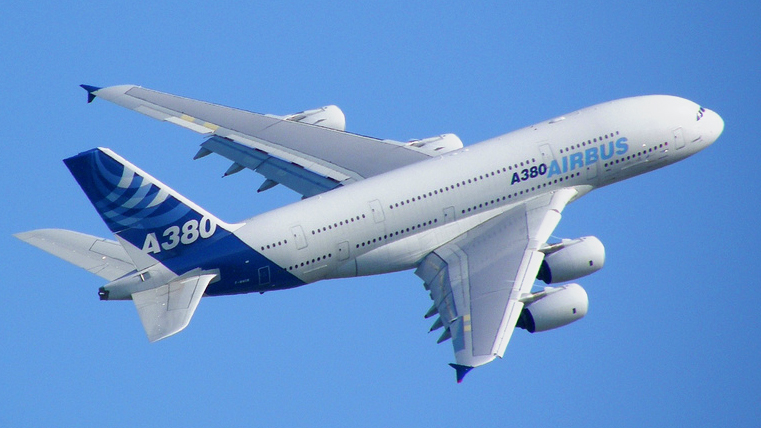
Un Airbus A380 dans sa livrée originale.

| Code AITA  | Aéroport                            | Continent        | Compagnie(s)                                                                               | Date 1re desserte régulière de l'aéroport                    |
| ---------- | ----------------------------------- | ---------------- | ------------------------------------------------------------------------------------------ | ------------------------------------------------------------ |
| ALG        | Alger-Houari-Boumédiène             | Afrique          | Emirates                                                                                   | 29 avril 2019                                                |
| CMN        | Casablanca-Mohammed-V               | Afrique          | Emirates                                                                                   | 26 mars 2017                                                 |
| JNB        | Johannesbourg OR Tambo              | Afrique          | Lufthansa British Airways Emirates                                                         | 17 février 2013                                              |
| MRU        | Maurice-Sir Seewoosagur Ramgoolam   | Afrique          | Emirates British Airways                                                                   | 16 décembre 2013                                             |
| ACC        | Accra-Kotoka                        | Afrique          | Emirates                                                                                   | 2 octobre 2018                                               |
| JFK        | New York-John F. Kennedy            | Amérique du Nord | Emirates Korean Air Lufthansa Singapore Airlines Qatar Airways Asiana Etihad Airways       | 1er août 2013                                                |
| ORD        | Chicago-O'Hare                      | Amérique du Nord | British Airways Emirates                                                                   | 1er mai 2018                                                 |
| IAD        | Washington-Dulles                   | Amérique du Nord | British Airways Emirates                                                                   | 6 juin 2013                                                  |
| ATL        | Atlanta H.-Jackson                  | Amérique du Nord | Korean Air                                                                                 | 1er septembre 2013                                           |
| BOS        | Boston Logan                        | Amérique du Nord | British Airways                                                                            | 26 mars 2017                                                 |
| MIA        | Miami                               | Amérique du Nord | British Airways Lufthansa                                                                  | 10 juin 2013                                                 |
| IAH        | Houston-George Bush                 | Amérique du Nord | Emirates Lufthansa                                                                         | 1er août 2013                                                |
| DFW        | Dallas-Fort Worth                   | Amérique du Nord | Emirates Qantas                                                                            | 29 septembre 2014                                            |
| SFO        | San Francisco                       | Amérique du Nord | Emirates British Airways Lufthansa                                                         | 10 mai 2013                                                  |
| LAX        | Los Angeles                         | Amérique du Nord | Emirates British Airways Asiana Korean Air Qantas Singapore Airlines Lufthansa             | 20 octobre 2013                                              |
| YYZ        | Toronto (Pearson)                   | Amérique du Nord | Emirates                                                                                   | 1er juin 2013                                                |
| YVR        | Vancouver                           | Amérique du Nord | British Airways                                                                            | 1er mai 2016                                                 |
| GRU        | São Paulo/Guarulhos                 | Amérique du Sud  | Emirates                                                                                   | 26 mars 2017                                                 |
| HNL        | Aéroport international d'Honolulu   | Amérique du Nord | All Nippon Airways                                                                         |                                                              |
| SIN        | Singapour-Changi                    | Asie             | Singapore Airlines Emirates British Airways Lufthansa Qantas                               | 25 octobre 2007                                              |
| HKG        | Hong Kong                           | Asie             | Korean Air Emirates British Airways Singapore Airlines Asiana Lufthansa                    | 9 juillet 2013                                               |
| KUL        | Kuala Lumpur                        | Asie             | Emirates                                                                                   | 1er janvier 2013                                             |
| BKK        | Bangkok-Suvarnabhumi                | Asie             | Emirates Asiana Korean Air Qatar Airways Lufthansa                                         | 1er juin 2013                                                |
| CAN        | Canton-Baiyun                       | Asie             | Qatar Airways Emirates                                                                     | 17 octobre 2013                                              |
| PVG        | Shanghai-Pudong                     | Asie             | Emirates Lufthansa Singapore Airlines                                                      | 27 avril 2013                                                |
| NRT        | Tokyo-Narita                        | Asie             | Singapore Airlines Emirates Asiana All Nippon Airways                                      | 20 mai 2008                                                  |
| KIX        | Osaka-Kansai                        | Asie             | Asiana Emirates                                                                            | 27 octobre 2013                                              |
| BOM        | Bombay-Chhatrapati-Shivaji          | Asie             | Emirates Lufthansa Singapore Airlines Etihad Airways                                       | 21 juillet 2014                                              |
| DEL        | Delhi-Indira Gandhi                 | Asie             | Singapore Airlines Lufthansa                                                               | 30 mai 2014                                                  |
| PEK        | Pékin-Capitale                      | Asie             | Emirates Lufthansa Singapore Airlines                                                      | 1er août 2013                                                |
| ICN        | Séoul-Incheon                       | Asie             | Korean Air Asiana Emirates Lufthansa                                                       | 14 décembre 2013                                             |
| TPE        | Taïwan-Taoyuan                      | Asie             | Emirates                                                                                   | 1er mai 2016                                                 |
| ISB        | Islamabad-Benazir Bhutto            | Asie             | Emirates                                                                                   | 9 juillet 2018                                               |
| CDG        | Paris-Charles de Gaulle             | Europe           | Air France Qatar Airways Emirates Korean Air Singapore Airlines Etihad Airways             | 1er juin 2013                                                |
| AMS        | Amsterdam                           | Europe           | Emirates                                                                                   | 1er août 2013                                                |
| HAM        | Hambourg-H.-Schmidt                 | Europe           | Emirates                                                                                   | 29 octobre 2018                                              |
| MAD        | Madrid-Barajas                      | Europe           | Emirates                                                                                   | 1er août 2015                                                |
| DUS        | Düsseldorf                          | Europe           | Emirates                                                                                   | 1er juillet 2015                                             |
| BCN        | Barcelone-El Prat                   | Europe           | Emirates                                                                                   | 1er février 2014                                             |
| MAN        | Manchester                          | Europe           | Emirates                                                                                   | 1er septembre 2013                                           |
| NCE        | Nice-Côte d'Azur                    | Europe           | Emirates                                                                                   | 1er juillet 2017                                             |
| ZRH        | Zurich                              | Europe           | Emirates Singapore Airlines                                                                | 28 mars 2013                                                 |
| PRG        | Prague-Václav-Havel                 | Europe           | Emirates                                                                                   | 1er mai 2016                                                 |
| MXP        | Milan-Malpensa                      | Europe           | Emirates                                                                                   | 1er décembre 2014                                            |
| FCO        | Rome Léonard-de-Vinci/Fiumicino     | Europe           | Emirates                                                                                   | 1er décembre 2013                                            |
| FRA        | Francfort                           | Europe           | Korean Air Emirates Lufthansa Singapore Airlines Asiana                                    | 11 juin 2013                                                 |
| MUC        | Munich-F. J. Strauß                 | Europe           | Emirates Lufthansa                                                                         | 25 novembre 2013                                             |
| LHR et LGW | Londres-Heathrow et Londres-Gatwick | Europe           | British Airways Singapore Airlines Emirates Etihad Airways Qantas Qatar Airways Korean Air | 18 mars 2013                                                 |
| BHX        | Birmingham                          | Europe           | Emirates                                                                                   | 27 mars 2016                                                 |
| CPH        | Copenhague-Kastrup                  | Europe           | Emirates                                                                                   | 1er décembre 2015                                            |
| DME        | Moscou-Domodédovo                   | Europe           | Emirates                                                                                   | 1er décembre 2012 Sauf entre novembre 2014 et décembre 2016. |
| VIE        | Vienne-Schwechat                    | Europe           | Emirates                                                                                   | 1er juillet 2016                                             |
| LED        | Saint-Pétersbourg-Poulkovo          | Europe           | Emirates                                                                                   | 26 octobre 2018                                              |
| DXB        | Dubaï                               | Moyen-Orient     | Emirates                                                                                   | 1er août 2013                                                |
| DOH        | Doha-Hamad                          | Moyen-Orient     | Qatar Airways                                                                              | 18 novembre 2014                                             |
| AUH        | Abou Dabi                           | Moyen-Orient     | Etihad Airways                                                                             | 1er décembre 2014                                            |
| KWI        | Koweït                              | Moyen-Orient     | Emirates                                                                                   | 1er juillet 2014                                             |
| JED        | Djeddah - Roi-Abdelaziz             | Moyen-Orient     | Emirates                                                                                   | 1er février 2013                                             |
| MCT        | Mascate                             | Moyen-Orient     | Emirates                                                                                   | 1er juillet 2018                                             |
| RUH        | Riyad-roi Khaled                    | Moyen-Orient     | Emirates                                                                                   | 23 septembre 2018                                            |
| BEY        | Beyrouth-Rafic Hariri               | Moyen-Orient     | Emirates                                                                                   | 29 mars 2018                                                 |
| BNE        | Brisbane                            | Océanie          | Emirates                                                                                   | 1er octobre 2013                                             |
| CHC        | Christchurch                        | Océanie          | Emirates                                                                                   | 30 octobre 2016                                              |
| SYD        | Sydney-K. Smith                     | Océanie          | Singapore Airlines Qantas Emirates Etihad Airways Qatar Airways                            | 25 octobre 2007                                              |
| PER        | Perth                               | Océanie          | Emirates Qatar Airways                                                                     | 1er mai 2015                                                 |
| AKL        | Auckland                            | Océanie          | Emirates Singapore Airlines                                                                | 2 février 2013                                               |
| MEL        | Melbourne-Tullamarine               | Océanie          | Qantas Singapore Airlines Emirates Qatar Airways Etihad Airways                            | 20 octobre 2013                                              |
| DPS        | Aéroport international Ngurah-Rai   | Océanie          | Qantas Emirates                                                                            | 1 juin 2023                                                  |

## Aéroports anciennement desservis par l'A380
- L'aéroport de Montréal-Pierre-Elliott-Trudeau a été desservi par Air France entre le 9 mai 2011 et le 28 octobre 2013.
- L'aéroport de Moscou-Domodedovo a été desservi par Emirates du 1er décembre 2012 à fin novembre 2014. La ligne en question a ensuite repris du service le 1er décembre 2016.